# Metrosideros
Metrosideros Banks ex Gärtner, 1788 (vernacular, metrosídero) é um género que engloba diversas árvores oriundas das ilhas do Oceano Pacífico, com distribuição desde as Filipinas à Nova Zelândia, incluindo as ilhas da Polinésia e da Melanésia. O nome deriva do grego metra ou "madeira do cerne" e sideron ou "ferro", uma referência à dureza da sua madeira.

## Diversidade e distribuição geográfica
Existem aproximadamente 50 espécies de Metrosideros, repartidas por dois subgéneros: Mearnsia (24 espécies) e Metrosideros (26 espécies). A espécie mais conhecida deste género é o metrosídero ou árvore-de-fogo (Metrosideros excelsa), uma árvore de grande porte usada como ornamental e como árvore de abrigo em zonas costeiras da região temperada. Outras espécies com grande expansão como ornamentais são o Metrosideros robusta (rata-do-norte) e o Metrosideros umbellatus (rata-do-sul) da Nova Zelândia e o Metrosideros polymorpha, ou ‘Ōhi‘a lehua, das ilhas do  Hawai.
A Nova Caledónia tem 17 espécies endémicas de Metrosideros, a Nova Zelândia tem 11 e a Nova Guiné e o Havai 5 espécies cada. As restantes espécies estão dispersas pelas pequenas ilhas do Oceano Pacífico, com uma única espécie a ser descrita como nativa da África do Sul.
As sementes de Metrosideros são dispersas pelo vento, o que explica sua ampla distribuição pela bacia do Pacífico a partir de uma origem que se presume tenha ocorrido na Nova Zelândia. O aparecimento da espécie no Havai é em primeira análise um fenómeno estranho, dado que os alísios sopram na direcção oposta à da dispersão (para oeste). Contudo, o padrão de ventos em altitude poderá ter trazido sementes das Ilhas Marquesas, o que é confirmado pela análise do RNA ribossómico (rRNA) das espécies havaianas, as quais parecem ter resultado de um único evento colonizador (a espécie havaiana M. polymorpha  a apresentar grande similaridade com a M. collina, a espécie mais comum das Marquesas, a ponto de ter sido durante muito tempo considerada como uma subespécie daquela)
As árvores e arbustos do género Metrosideros são frequentemente cultivadas pelas suas vistosas flores vermelhas, havendo, contudo, algumas espécies, com destaque para o metrosídero, que são perigosas invasores capazes de pôr em risco as comunidades florestais nativas.
Alguns dos nomes que aparecem em catálogos de hortofloricultura, como M. villosa e M. vitiencensis, são simples variedades ou cultivares (em geral de  M. collina) e não espécies na acepção botânica da palavra.

## Lista de espécies do géneroMetrosideros
- Subgénero Metrosideros
  - Metrosideros bartlettii (Nova Zelândia)
  - Metrosideros boninensis (Ilhas Bonin)
  - Metrosideros cherrieri (Nova Caledónia)
  - Metrosideros collina (desde Vanuatu a sudoeste à Polinésia francesa a leste)
  - Metrosideros engleriana (Nova Caledónia)
  - Metrosideros excelsa (sinónimo de M. tomentosa) - metrosídero (Nova Zelândia)
  - Metrosideros gregoryi (Samoa)
  - Metrosideros humboldtiana (Nova Caledónia)
  - Metrosideros kermadecensis (Ilhas Kermadec)
  - Metrosideros macropus (Hawai)
  - Metrosideros microphylla (Nova Caledónia)
  - Metrosideros nervulosa (Ilha Lord Howe)
  - Metrosideros nitida (Nova Caledónia)
  - Metrosideros ochrantha (Fiji)
  - Metrosideros oreomyrtus (Nova Caledónia)
  - Metrosideros polymorpha - ‘ohi‘a lehua (Hawai)
  - Metrosideros punctata (Nova Caledónia)
  - Metrosideros robusta - rata-do-norte (Nova Zelândia)
  - Metrosideros rugosa (Hawai)
  - Metrosideros sclerocarpa (Lord Howe Island)
  - Metrosideros tremuloides (Hawai)
  - Metrosideros umbellata - rata-do-sul (Nova Zelândia)
  - Metrosideros waialeaiae (Hawai)
- Subgénero Mearnsia
  - M. albiflora (Nova Zelândia)
  - M. angustifolia (África do Sul)
  - M. brevistylis (Nova Caledónia)
  - M. cacuminum (Nova Caledónia)
  - M. carminea (Nova Zelândia)
  - M. colensoi (Nova Zelândia)
  - M. cordata (Nova Guiné)
  - M. diffusa (Nova Zelândia)
  - M. dolichandra (Nova Caledónia)
  - M. fulgens (Nova Zelândia)
  - M. halconensis (Filipinas)
  - M. longipetiolata (Nova Caledónia)
  - M. operculata (Nova Caledónia)
  - M. ovata (Nova Guiné)
  - M. paniensis (Nova Caledónia)
  - M. parkinsonii (Nova Zelândia)
  - M. patens (Nova Caledónia)
  - M. perforata (Nova Zelândia)
  - M. porphyrea (Nova Caledónia)
  - M. ramiflora (Nova Guiné)
  - M. rotundifolia (Nova Caledónia)
  - M. salomonensis (Ilhas Salomão; a espécie já foi integrada em ambos os subgéneros)
  - M. scandens (Nova Guiné)
  - M. whitakeri (Nova Caledónia)
  - M. whiteana (Nova Guiné)